# Patinação sobre rodas nos Jogos Pan-Americanos
A Patinação sobre rodas nos Jogos Pan-Americanos foi introduzido em 1979, em San juan. Ela é dividida em Patinação artística e Patinação de Velocidade. 

## Ligações Externas
- Sports123